# Deutsches Ledermuseum
Das Deutsche Ledermuseum ist ein öffentliches Museum in Offenbach am Main.
Es wurde 1917 vom Architekten Hugo Eberhardt gegründet und war ursprünglich als Sammlung von historischen Vorbildern für die Ausbildung junger Handwerker und Lederwarenproduzenten gedacht. Heute umfasst die Sammlung über 30.000 Objekte aus vielen Kulturen und Epochen, die eine Bandbreite an Alltags- und Luxusgegenständen aus den Bereichen Kunsthandwerk, Angewandte Kunst und Design über Mode bis hin zu ethnologischen Objekten umfassen. Direktorin ist Inez Florschütz.
Finanziert wird das Museum größtenteils (75–80 %) durch die Stadt Offenbach. Das Jahresbudget lag 2018 bei rund 680.000 Euro. Das Gebäude des Deutschen Ledermuseums ist ein Kulturdenkmal nach dem Hessischen Denkmalschutzgesetz.

## Geschichte
Hugo Eberhardt, der damalige Direktor der Technischen Lehranstalten (heute: Hochschule für Gestaltung Offenbach am Main), erkannte bei seiner Arbeit an der Hochschule, dass „… für die Ausbildung von Formgestaltern von morgen, die Begegnung mit dem historischen Objekt unerlässlich ist“. Er begann, eine Sammlung von historischen Vorbildern für die Ausbildung junger Handwerker und Lederwarenproduzenten aufzubauen. Da Offenbach zu dieser Zeit ein wichtiger Standort der Lederwarenindustrie war, wurde dieser Bereich Schwerpunkt der Sammlung. Leder als Material sollte die Rolle des Mediums und des Türöffners spielen.

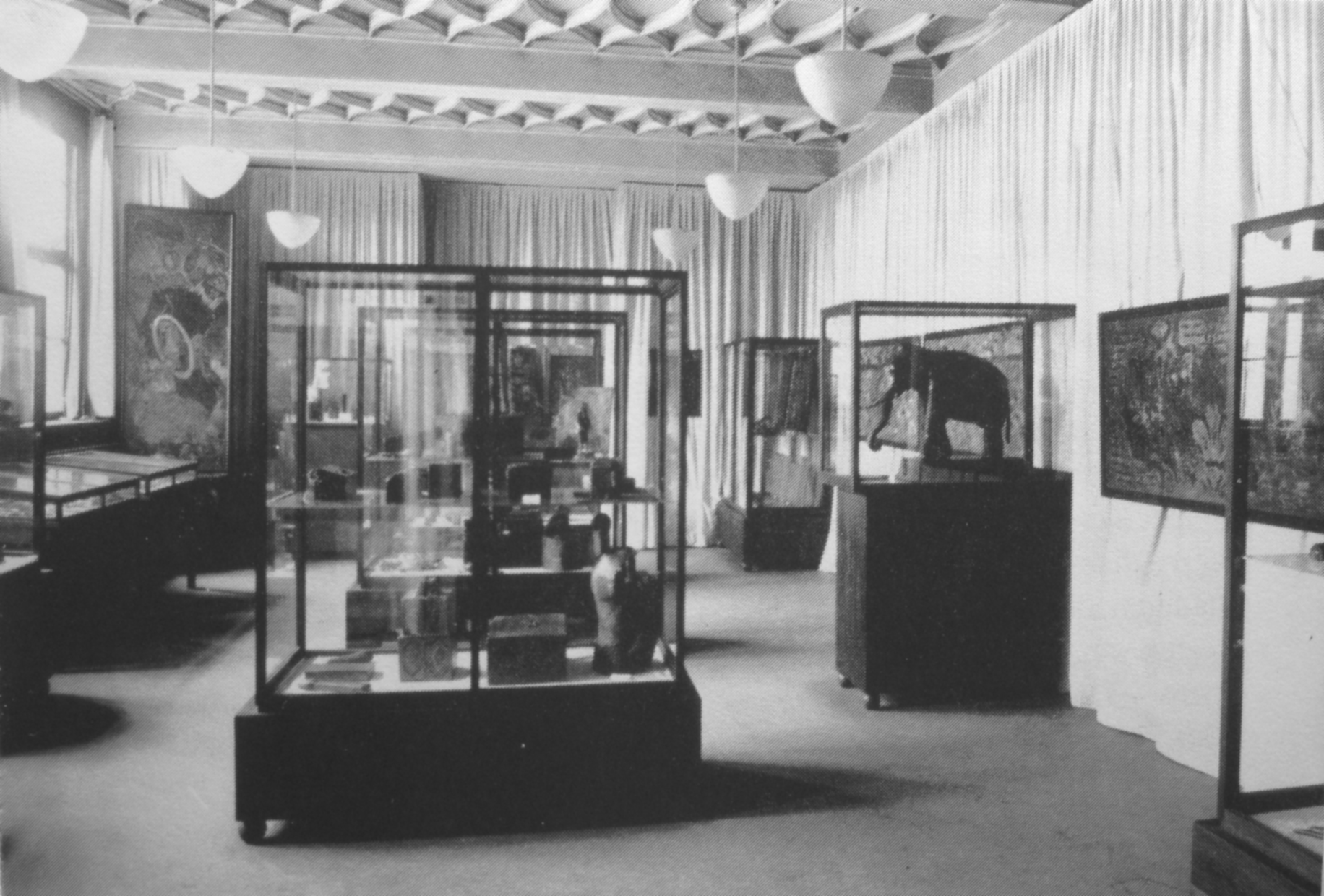
Ausstellungsraum in den Technischen Lehranstalten (1917)

Am 13. März 1917 wurde von Eberhardt schließlich das Deutsche Ledermuseum anlässlich des 25-jährigen Regierungsjubiläums des Großherzogs Ernst Ludwig von Hessen eröffnet. Durch Stiftungen verschiedener Lederwarenfabriken aus Offenbach sowie durch Zuwendungen des Industriellen Robert von Hirsch und anderer war die Einrichtung des Museums möglich geworden.
Die Anfänge der Sammlung zeigte Eberhardt zunächst in den Technischen Lehranstalten. Ab 1922 konnten größere Räume in der Villa Mainpfaltz an der Kaiserstraße genutzt werden. 1938 zog das Museum in sein bis heute genutztes Domizil an der Frankfurter Straße.
Der Intention Eberhardts folgend, die Ledergewinnung und die Lederverarbeitung sowohl im Zeit- als auch im globalen Kulturvergleich zu dokumentieren, wurden bis heute mehr als 30.000 Exponate zusammengetragen. Nach Eberhardts Tod 1959 übernahm sein Assistent Günter Gall für die nächsten 30 Jahre die Leitung des Museums und erweiterte es zweimal, 1960 und 1981. Auch ihm folgte mit Renate Wente-Lukas eine Mitarbeiterin auf diesem Posten nach. Von 2000 bis 2014 stand Christian Rathke dem Museum als Direktor vor. In seiner Amtszeit wurden vor allem die ethnologischen Abteilungen des Museums ausgebaut und das Museum für Bildungsarbeit und repräsentative Nutzungen geöffnet. Seit dem 1. November 2014 ist die Geschichtswissenschaftlerin und Kunsthistorikerin Inez Florschütz Direktorin des Museums.

## Gebäude

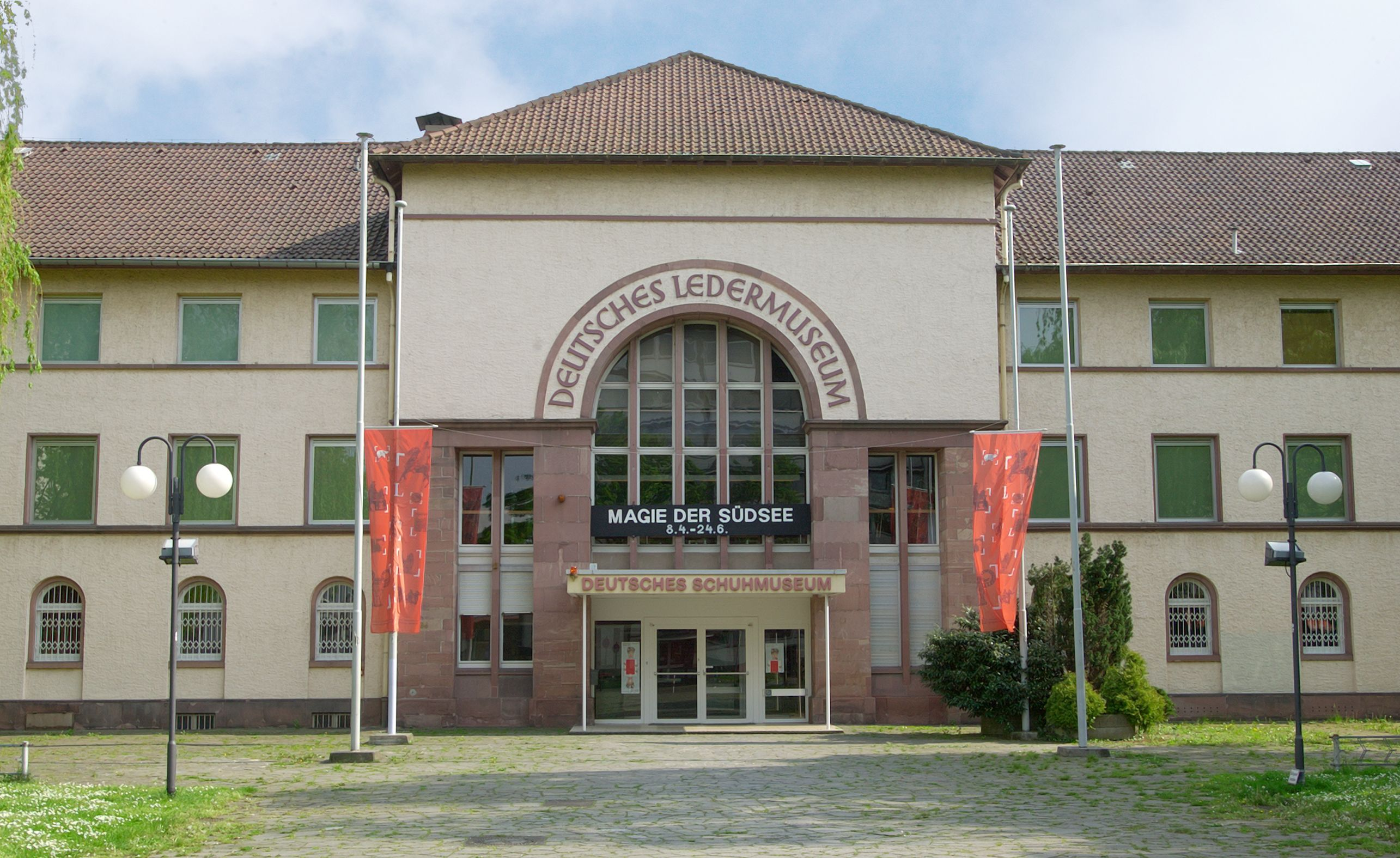
Gebäude des Deutschen Ledermuseums (2002)

Das Museum ist seit 1938 im ehemaligen Lagerhaus der Offenbacher Messe untergebracht, das 1829 im klassizistischen Stil erbaut wurde. Das Gebäude wurde erforderlich, da 1828 eine Zollvereinbarung zwischen dem Großherzogtum Hessen und dem Königreich Preußen geschlossen wurde, der die Messestadt Frankfurt am Main zunächst nicht beitrat. In der Folge veranstaltete Offenbach ab September 1828 mit großem Erfolg eine eigene Messe. 1836 schloss sich die Stadt Frankfurt dem erweiterten Deutschen Zollverein an, was zum Ende der Offenbacher Messe führte. Obwohl der Name des oder der Entwerfer unbekannt ist, kann dieser Zweckbau zu den von Georg Moller beeinflussten Bauwerken gezählt werden. Das Lagerhaus wurde 1938 nach Plänen Eberhardts zum Museum umgebaut.
Bei dem ehemaligen Lagerhaus handelt sich um einen breit gelagerten, ursprünglich zweigeschossigen Baukörper aus unverputztem Bruchstein-Mauerwerk. Das Portal bildet ein Mittelrisalit mit hohem, ehemaligem Torbogen und teilweiser Sandsteinverkleidung. Das Gebäude hat einen hohen geschichtlichen Zeugniswert als Dokument einer Zeit des raschen wirtschaftlichen Aufschwungs und der schnellen industriellen Entwicklung Offenbachs, weshalb es als Kulturdenkmal unter Denkmalschutz steht.

## Sammlungen
Das Deutsche Ledermuseum vereint drei Sammlungen:
- Sammlung für Angewandte Kunst
- Ethnologische Sammlung
- Deutsches Schuhmuseum

### Sammlung für Angewandte Kunst

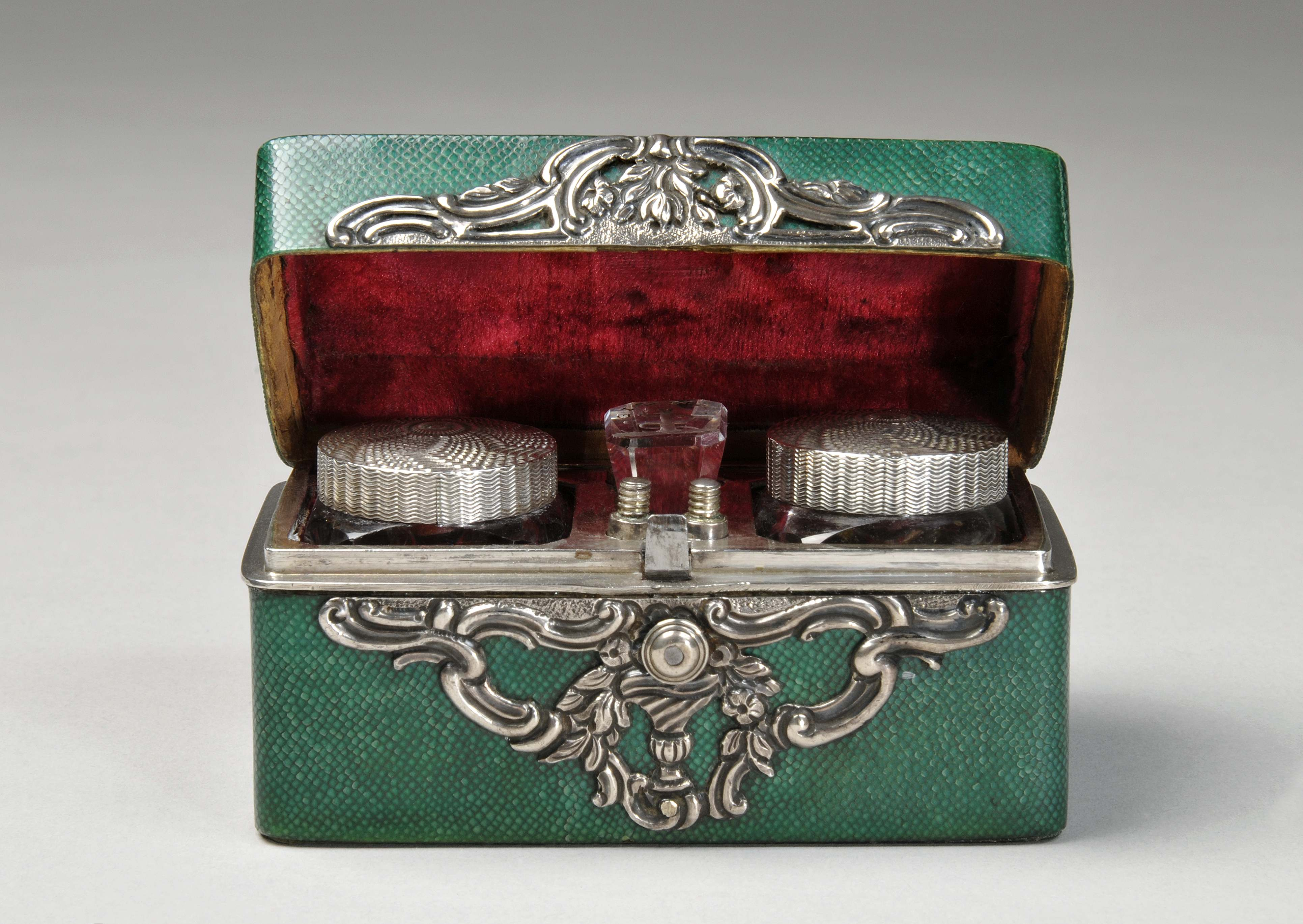
Reiseschreibzeug eines Arztes. London, um 1825

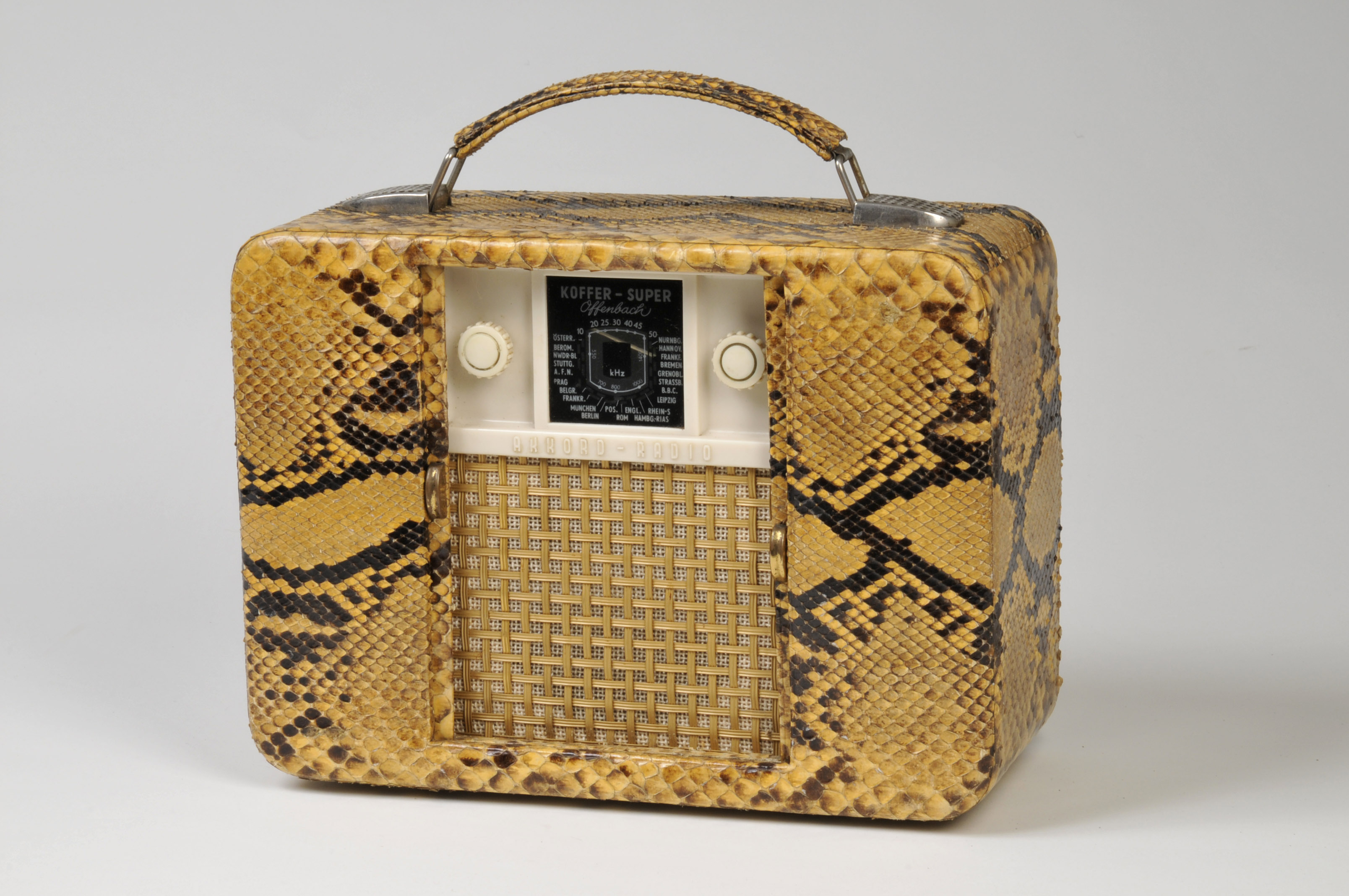
Kofferradio, Modell Offenbach, Offenbach am Main, 1951

In den Sammlungen für Angewandte Kunst befinden sich Meisterwerke der europäischen Ledergestaltung vom Mittelalter bis in die Gegenwart. Von ägyptisch-koptischen Lederwaren, über Kunsthandwerkliches aus diversen Jahrhunderten bis zu Manufaktur- und Industrieerzeugnissen jüngerer Zeiten. Es finden sich Exponate wie Gürtel, Taschen, Prunkschilde und -waffen, Rüstungen, Masken, lederne Bucheinbände und Minnekästchen, Aktentaschen Napoleon Bonapartes und seiner Frau Josefine und Reisegepäck unter anderen des Herstellers Louis Vuitton. Ein weiteres Sammlungsgebiet ist das internationale Taschen- und Schuh-Design des 20. und 21. Jahrhunderts.

### Ethnologische Sammlung
Die Ethnologische Sammlung offeriert eine breite kontinentübergreifende Ausstellung. Glanzpunkte sind die Amerika-, Afrika- und Asien-Abteilungen, insbesondere mit den weltweit bedeutenden orientalischen, chinesischen und südostasiatischen Schattenspielfiguren, sowie bemerkenswerten Beständen aus Japan, China und Tibet.

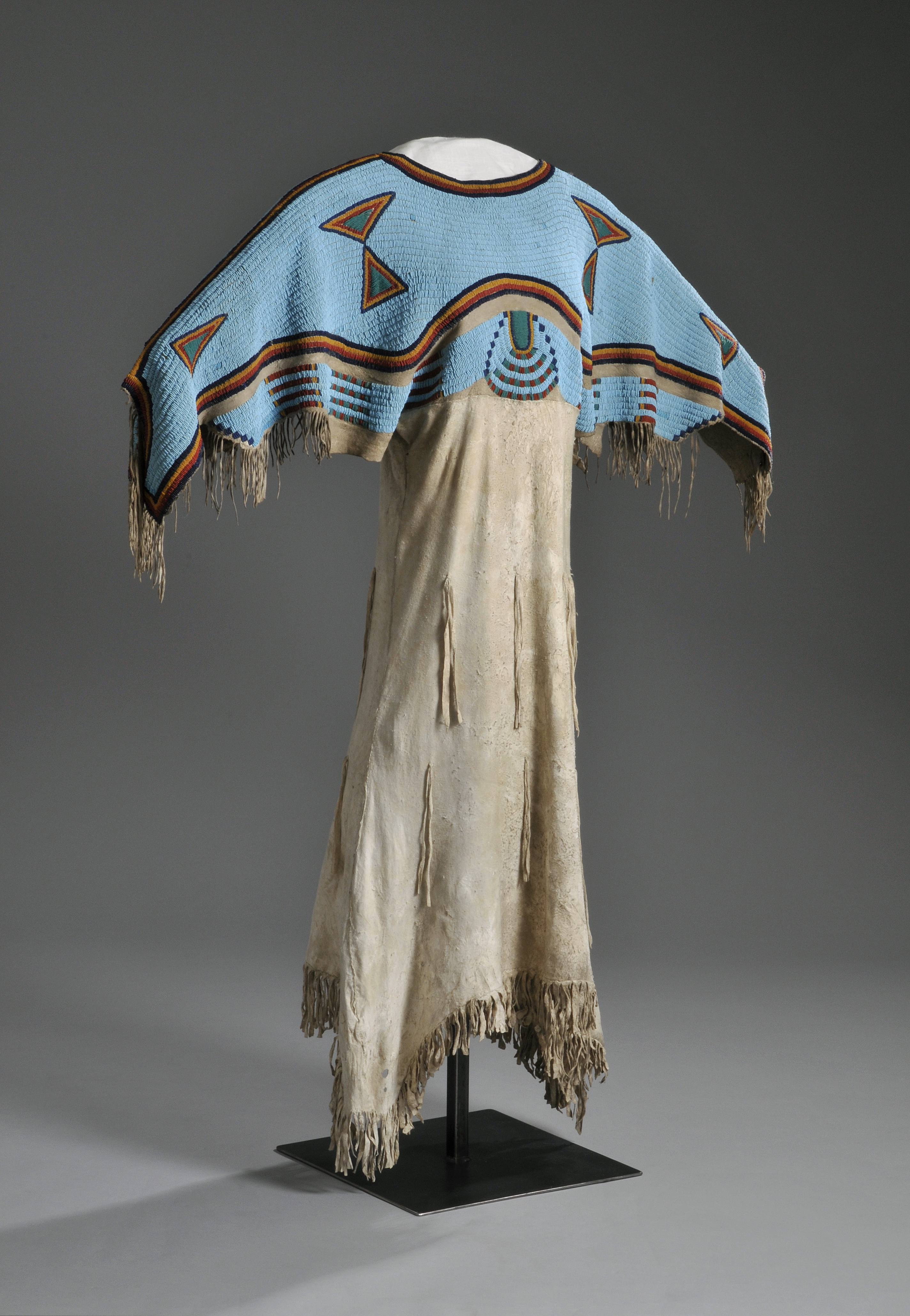
Festkleid der Lakota, Nordamerika, um 1870

Die Nordamerika-Ausstellung thematisiert Objekte aus dem indigenen USA und Kanada und bildet einen Schwerpunkt zu Ethnien wie den Diné, Hopi, Blackfoot oder beispielsweise den Sioux. Die Ausstellung zeigt, in welcher Abhängigkeit einzelne indigene Gruppen von dem, was ihnen die Umwelt bereitstellte, lebten und dass das Klima die materielle Ausstattung bestimmte. Die Ausstellung über Cowboys und Rinderzüchter Nord- und Mittelamerikas ist ebenfalls bedeutend.

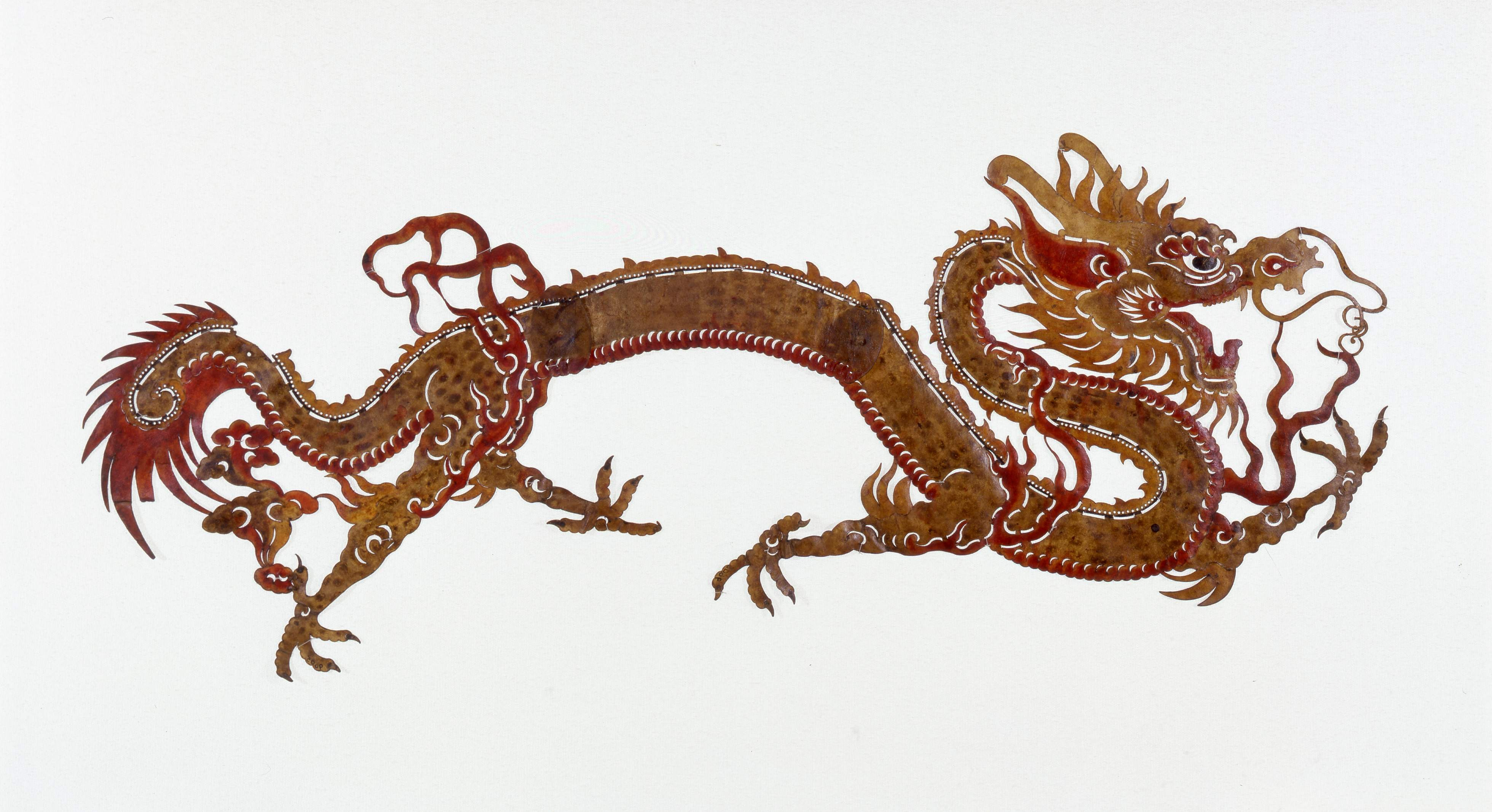
Chinesisches Schattentheater, Drache, Provinz Sichuan, 18. Jahrhundert

Die asiatischen Exponate sind mit die weltweit bedeutendste Sammlung orientalischer, chinesischer und südostasiatischer Schattenspielfiguren aus Pergament. Darüber hinaus sind auch Figuren aus Ägypten und der Türkei vorhanden.
In der Afrika-Ausstellung bilden Viehzüchter der Savanne und des Sahel-Raumes Westafrikas sowie die Rinder- und Kamelnomaden in der Wüste Sahara und den Steppen Ostafrikas den Schwerpunkt.
Ebenso sind Exponate aus Japan, darunter bedeutende Sammlungsstücke zu den Samurai, China, Tibet und den Polarregionen zu finden.

### Deutsches Schuhmuseum

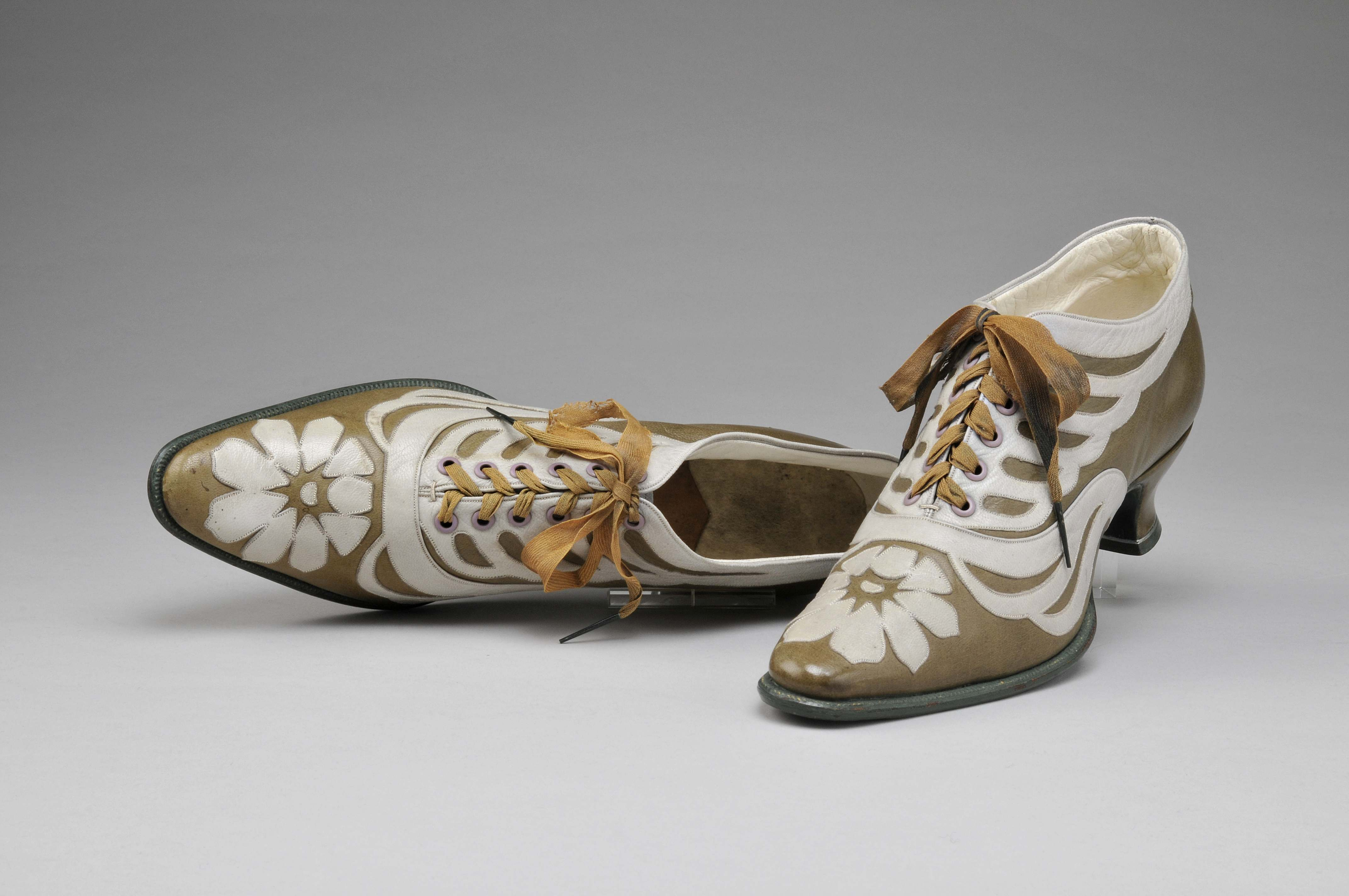
Damenschnürpumps, Darmstadt, um 1900

Eine Spezialsammlung eigener Art ist das Deutsche Schuhmuseum mit über 15.000 Exponaten, das internationale Fußbekleidung aus vier Jahrtausenden vereint. Darunter sind Stiefel der römischen Legionäre und Plateauschuhe venezianischer Kurtisanen, ferner elegante Seidenstiefel der Kaiserin Sisi und die Turnschuhe Joschka Fischers, die er bei seinem Amtsantritt als hessischer Umweltminister trug. Einen besonderen Schwerpunkt bilden die zahlreichen Seidenschuhe des Adels aus dem 18. Jahrhundert. Daneben finden sich Exponate aus ägyptischen Mumiengräbern, aus dem Iran, aus Italien, China und vielen weiteren Ländern.

## Sonstiges

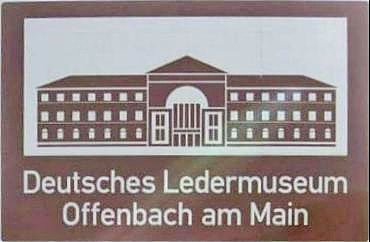
Unterrichtungstafel Deutsches Ledermuseum Offenbach am Main BAB 3 (2017)

- Im Deutschen Ledermuseum existiert seit 1980 ein ausgebauter Kinosaal, der nach dem Gründer des Museums benannt ist: Hugo-Eberhardt-Saal. Hier finden regelmäßig wechselnde Veranstaltungen statt. Von Bedeutung war Kino im Lederpalast, welches von 2011 bis 2017 in Zusammenarbeit mit dem Verein Kino im DLM veranstaltet wurde.[17][18] Die Zusammenarbeit endete, da die Filmreihe nicht mehr ins inhaltliche und betriebswirtschaftliche Konzept der Ledermuseums-Chefin Inez Florschütz passte.[19]

- Die Sammlungen des Museums sind barrierefrei mit Rampen und Aufzug erreichbar.[20]

- Die letzte Ruhestätte von Hugo Eberhardt, dem früheren Leiter des Deutschen Ledermuseums, befindet sich auch hier. Seine Urne wird hinter einer Grabwand verwahrt.[21]

- Der wahrscheinlich weltweit größte Stoßzahn eines Narwals mit einer Länge von 2,74 Metern befindet sich im Deutschen Ledermuseum.[22]

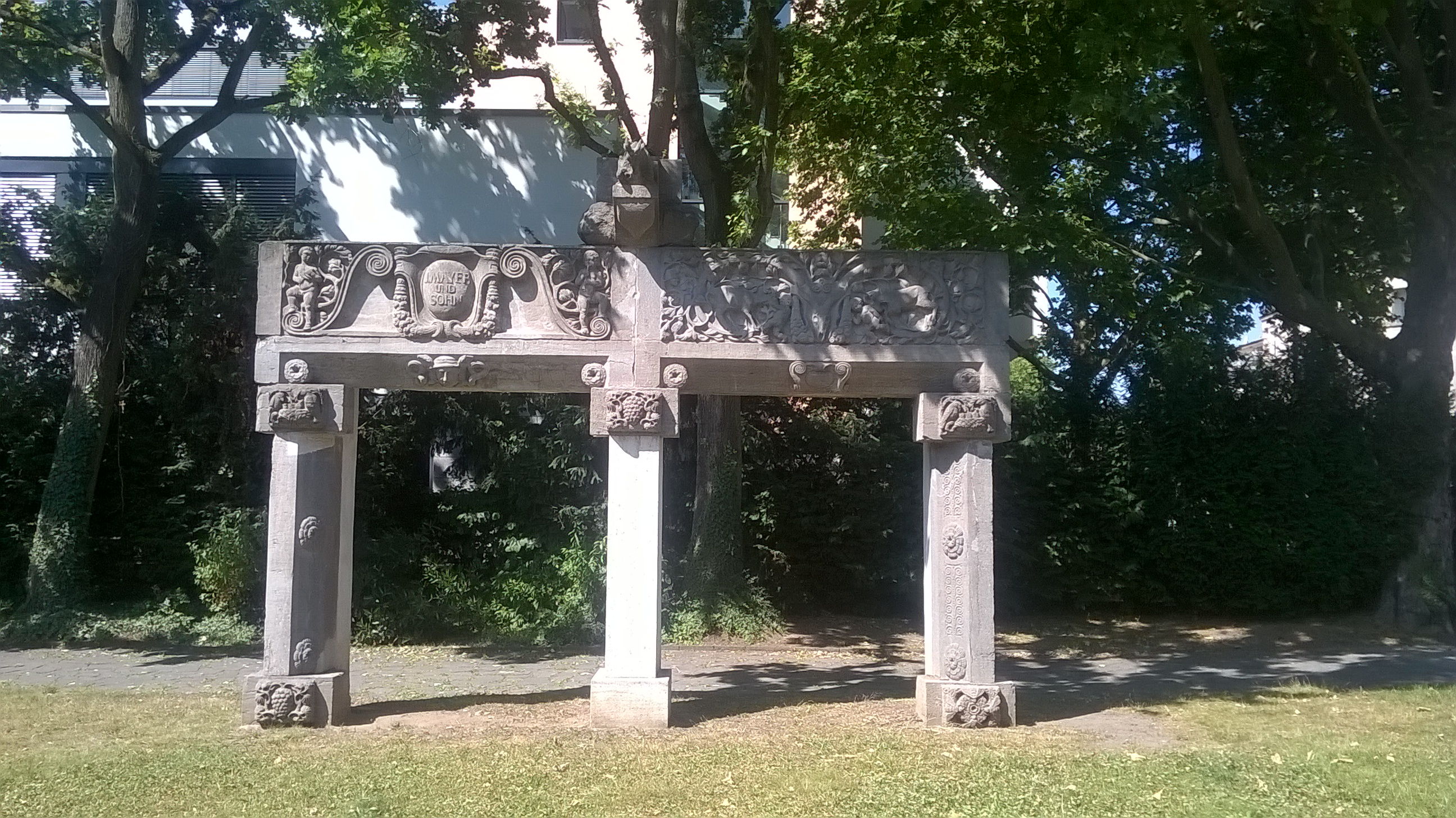
Das Portal der Lederwarenfabrik J. Mayer (2017)

- Auf der Freifläche vor dem Museum findet sich das Portal der Lederwerke J. Mayer & Sohn. Nach einer Teilrekonstruktion wurde es dort 2013 als Denkmal für ein Stück Industriegeschichte Offenbachs aufgestellt. Das Verwaltungsgebäude, das ehemals von dem Portal geziert wurde, war von Hugo Eberhardt entworfen worden.[23][24]

- Das Museum beteiligt sich regelmäßig an der Nacht der Museen Frankfurt & Offenbach.[25][26]

- Das Deutsche Ledermuseum ist Teil des Projektes Route der Industriekultur Rhein-Main.[27]

- Das Museum beteiligte sich mit dem Projekt Leder ans Licht! an der achten Luminale im März 2016.[28][29] Die Interaktive Installation wurde in Kooperation mit der Hochschule für Gestaltung entwickelt.[30]

## Ausstellungen (Auswahl)
- 2010: Marrakesch – Zwischen Moderne und 1001 Nacht[31]
- 2011: Schattenspielfiguren[32]
- 2012: Nur ein Hauch … Fächer: ein besonderes Instrument der Kommunikation[33]
- 2012/2013: Wettlauf mit der Vergänglichkeit[34]
- 2013: Kulturen am Rand der chinesischen Welt: Mongolei, Südsibirien, Korea[35]
- 2014: Roger Vivier – Schuhwerke[36]
- 2015: Taschen! Tradition und Qualität – Recycling und Upcycling – Veredelung[37]
- 2016: Leder – Begleiter durchs Leben[38]
- 2017: Linking Leather – Die Vielfalt des Leders[39]
- 2017: Leder.Welt.Geschichte. 100 Jahre Deutsches Ledermuseum[40]
- 2018: Im Fokus: Taschen – funktional, schmückend, modisch[41]
- 2018: Das ist Leder! Von A bis Z[42]
- 2019: Step by Step: Schuh.Design im Wandel[43]
- 2020: tierisch schön?[44]
- 2022: TSATSAS. Einblick, Rückblick, Ausblick[45]
- 2022: Der Handschuh. Mehr als ein Mode-Accessoire
- 2023: Dein Museum. Sammlung neu gesehen
- 2024: Immer dabei: Die Tasche